# Hylaeus stenops
Hylaeus stenops là một loài Hymenoptera trong họ Colletidae. Loài này được Schrottky mô tả khoa học năm 1910.